# Jennifer Michael Hecht
Jennifer Michael Hecht (Glen Cove, 23 novembre 1965) è una saggista, poetessa e giornalista statunitense, collaboratrice del New York Times (per il quale scrive articoli anche on-line), del Washington Post, del The American Scholar e di altre riviste e giornali di tiratura nazionale.

## Biografia
Studentessa presso la Adelphi University e la Columbia University di New York, ha conseguito dottorato presso quest'ultima in storia della scienza nel 1995; ha anche frequentato, seppur per un breve periodo, corsi presso la Université de Caen Basse-Normandie e la Université d’Angers in Normandia (Francia), pertanto parla discretamente francese. Attualmente insegna poesia e filosofia presso la The New School di New York e prende attivamente parte alle iniziative dell'organizzazione accademica New York Institute for the Humanities.
Nel 2002 ha pubblicato The Next Ancient World, la sua prima raccolta di poesie, premiata con il Norma Farber First Book Award nello stesso anno. Ottiene così grande attenzione a livello nazionale. La sua seconda raccolta, Funny (2005), le ha permesso di essere insignita del Premio Felix Pollak dalla University of Wisconsin Press.
Nel 2003 ha pubblicato due saggi di storia e filosofia: Doubt: A History (tradotto in Portoghese Dúvida: uma História, 2005), sottointitolato The Great Doubters and Their Legacy of Innovation from Socrates and Jesus to Thomas Jefferson and Emily Dickinson, sui dubbi religiosi che hanno portato alle varie eresie e all'Ateismo, e The End of the Soul, sottointitolato Scientific Modernity, Atheism, And Anthropology in France, 1876-1936, sulla morfologia del cervello umano. Le è stato conferito nel 2004 per quest'ultimo il Ralph Waldo Emerson Award dalla Phi Beta Kappa Society, con la seguente motivazione: "is an important contribution to knowledge, serious scholarship with a broad pertinence to the human condition". Nel 2007 ha pubblicato The Happiness Myth: Why What We Think Is Right Is Wrong.

## Opere
- 2001 The Next Ancient World — ISBN 0-9710310-0-2 (raccolta poetica)
- 2005 Funny — ISBN 0-299-21400-1 (raccolta poetica)
- 2003 The End of the Soul: Scientific Modernity, Atheism, and Anthropology in France, 1876-1936 — ISBN 0-231-12846-0 (saggio)
- 2003 Doubt: A History: The Great Doubters and Their Legacy of Innovation from Socrates and Jesus to Thomas Jefferson and Emily Dickinson — ISBN 0-06-009795-7 (saggio)
  - Dubbio: una storia (Ariele, 2010)
- 2007 The Happiness Myth — ISBN 0-06-081397-0 (saggio)
- 2013 Who said Copper Canyon Press — ISBN 978-1-55659-449-6. (raccolta poetica)
- 2014 Stay: A History of Suicide and the Philosophies Against It. Yale University Press, 2014 — ISBN 978-0300186086. (saggio)